# Temnothorax
Temnothorax Mayr, 1861 è un genere di formiche della sottofamiglia Myrmicinae.

## Biologia
Le operaie della specie "Temnothorax" sono generalmente piccole (le regine generalmente si aggirano sui 2mm). Le colonie sono tipicamente monoginiche, anche se la poliginia facoltativa è stata documentata in diverse specie. Le popolazioni delle colonie sono generalmente piuttosto piccole, spesso con meno di 1000 lavoratori. Tuttavia, diversi studi hanno scoperto che le colonie di alcune specie sono ampiamente disperse con molti nidi satelliti alleati. Molte specie sono arboree, vivono all'interno di fusti cavi, vecchie gallerie di coleotteri o termiti o in galle. Sembra che la specie sia generalista trofica, nutrendosi di un'ampia varietà di oggetti recuperati, inclusi gli elaiosomi dei semi. A causa delle loro ristrette dimensioni hanno ben pochi predatori, ma tra questi abbiamo alcuni tipi di uccelli, spesso portatori sani di un parassita che viene a contatto con queste formiche attraverso i suoi escrementi.

## Distribuzione e habitat
Il genere è presente in Europa, Asia e Nord Africa.

## Tassonomia
Il genere comprende oltre 450 specie:
Circa 30 specie sono state individuate in Italia tra cui:
- Temnothorax affinis
- Temnothorax albipennis
- Temnothorax alienus
- Temnothorax angustulus
- Temnothorax aveli
- Temnothorax clypeatus
- Temnothorax corticalis
- Temnothorax crassispinus
- Temnothorax exilis
- Temnothorax finzii
- Temnothorax flavicornis
- Temnothorax interruptus
- Temnothorax kraussei
- Temnothorax laestrygon
- Temnothorax lagrecai
- Temnothorax lichtensteini
- Temnothorax luteus
- Temnothorax minozzii
- Temnothorax niger
- Temnothorax nigriceps
- Temnothorax nylanderi
- Temnothorax parvulus
- Temnothorax racovitzai
- Temnothorax recedens
- Temnothorax rottenbergii
- Temnothorax sardous
- Temnothorax saxatilis
- Temnothorax saxonicus
- Temnothorax sordidulus
- Temnothorax specularis
- Temnothorax tristis
- Temnothorax tuberum
- Temnothorax turcicus
- Temnothorax unifasciatus